# Colombe (Isère)
Colombe – miejscowość i gmina we Francji, w regionie Owernia-Rodan-Alpy, w departamencie Isère.
Według danych na rok 1990 gminę zamieszkiwało 1171 osób, a gęstość zaludnienia wynosiła 89 osób/km² (wśród 2880 gmin regionu Rodan-Alpy Colombe plasuje się na 695. miejscu pod względem liczby ludności, natomiast pod względem powierzchni na miejscu 897.).